# 艾格然特
艾格然特（法語：Aigues-Juntes，法語發音：[ɛɡ ʒœ̃t]）是法国阿列日省的一个市镇，属于富瓦区。

## 地理
艾格然特（43°3'20"N, 1°28'15"E）面积7.77 平方千米，位于法国奧克西塔尼大區阿列日省，该省份为法国西南部内陆省份，西部和北部与上加龙省接壤，东临奥德省，东南至东比利牛斯省接壤，南与安道尔和西班牙接壤。
与艾格然特接壤的市镇（或旧市镇、城区）包括：塞鲁堡、博卢、卡达尔塞、卡佐、加布尔、蒙泰居普朗托雷勒。

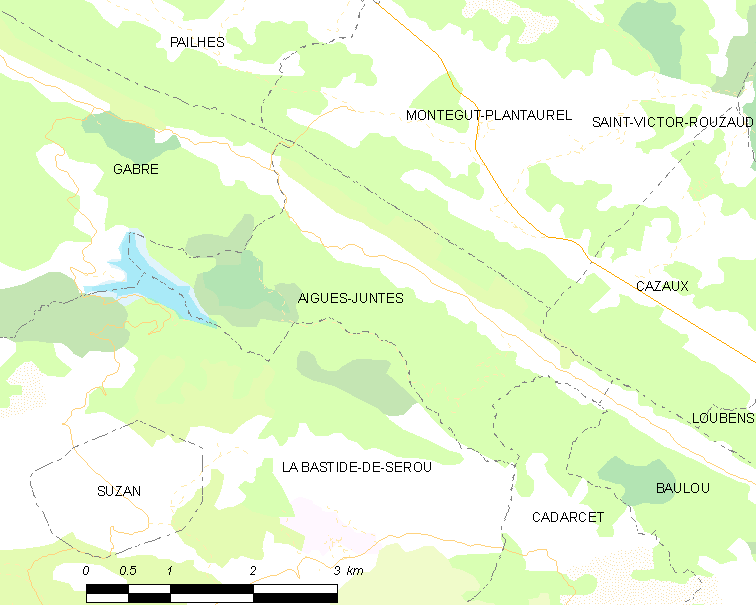
艾格然特的OSM定位图

艾格然特的时区为UTC+01:00、UTC+02:00（夏令时）。

## 行政
艾格然特的邮政编码为09240，INSEE市镇编码为09001。

## 政治
艾格然特所属的省级选区为库斯朗东县。

## 人口

1962-2008年间艾格然特人口变化图示

艾格然特于2022年1月1日时的人口数量为59人。